# Витизин А
Витизин А — это природный флавоноид, является также пираноантоцианином. Содержится в красных винах, был выделен в листьях винограда Тунберга.

## Влияние на организм
Исследования показали, что ампелопсин С и витизин А снижают выработку вредных амилоидных бляшек (бета-амилоидов) при болезни Альцгеймера. Механизм действует через ингибирование активности бета-секретазы.